# Cała Polska czyta dzieciom
Cała Polska czyta dzieciom – kampania społeczna, rozpoczęta w czerwcu 2001 przez Fundację „ABCXXI – Cała Polska czyta dzieciom” (do roku 2005 działającą jako: Fundacja „ABCXXI – Program Zdrowia Emocjonalnego”), mająca na celu propagowanie codziennego czytania dzieciom jako skuteczną, tanią i przyjazną metodę wspomagania ich wszechstronnego rozwoju – psychicznego, umysłowego, społecznego i moralnego – oraz budowania zasobów wewnętrznych dziecka: kompetencji emocjonalnych i intelektualnych. Poprzez nadawanie spotów reklamowych w mediach i inne działania promocyjne, edukacyjne i organizacyjne, Fundacja przekonuje, że czytanie dziecku dla przyjemności – 20 minut dziennie. Codziennie! – jest mądrym sposobem spędzania czasu z dzieckiem i najlepszą inwestycją w jego przyszłość.

## Cele kampanii
Kampania „Cała Polska czyta dzieciom” (CPCD) zachęca rodziców, wychowawców i innych dorosłych, do codziennego, co najmniej 20-minutowego czytania dzieciom. Jednocześnie, Fundacja przypomina o potrzebie kontrolowania ilości i jakości programów telewizyjnych oraz gier komputerowych, które w życiu współczesnego dziecka zajmują więcej czasu niż szkoła.

## Organizatorzy kampanii
Inicjatorką kampanii społecznej „Cała Polska czyta dzieciom”(CPCD) była Irena Koźmińska, założycielka i prezes Fundacji ABCXXI – Cała Polska czyta dzieciom, której misją jest wspieranie zdrowia psychicznego, umysłowego i moralnego dzieci i młodzieży poprzez działania oświatowe, edukacyjne, organizacyjne, promocyjne oraz lobbingowe. Kampania prowadzona jest obecnie w całym kraju przez 6376 wolontariuszy – Liderów i Koordynatorów (dane z lipca 2011 roku). Do ogłoszonych przez Fundację programów: „Czytające Szkoły” oraz „Czytające Przedszkola” przystąpiło ponad 2350 szkół i ponad 2300 przedszkoli (dane z lipca 2011 roku). 
Placówki, które wprowadziły codzienne głośne czytanie dzieciom obserwują wzrost zrozumienia tekstów i poleceń, poprawę koncentracji, łatwość wypowiedzi ustnych i pisemnych, wzrost motywacji do nauki i chęci do współpracy, powstawanie więzi pomiędzy uczniami oraz pomiędzy uczniami i czytającym nauczycielem, wzrost czytelnictwa wśród dzieci, a także poprawę zachowania.

## Historia kampanii
Kampania rozpoczęła się w czerwcu 2001 reklamowym spotem nadawanym w TVP, w którym wystąpił Krzysztof Stelmaszyk. Humorystyczna scena, w której dziecko podchodzi do oglądającego telewizję ojca i pyta: „Tato, a czy ty umiesz czytać”, odniosła zamierzony skutek i do kampanii CPCD zaczęli się zgłaszać wolontariusze – nauczyciele, bibliotekarze, rodzice. Kampanię wsparli także artyści, dziennikarze, wydawcy, księgarze, sportowcy, politycy.
W czerwcu 2002 Fundacja zorganizowała I Ogólnopolski Tydzień Czytania Dzieciom (OTCD), w którym wzięło udział ponad 150 miejscowości. Rok później w II OTCD uczestniczyło 300, w roku 2004 – ponad 1000, zaś w VIII OTCD w 2010 roku – ponad 2500 miejscowości. W 2003 r. Fundacja rozpoczęła dwa nowe programy edukacyjne: „Czytające szkoły” i „Czytające przedszkola”, z sukcesem promujące wprowadzenie głośnego czytania dzieciom w szkołach i przedszkolach. Wkrótce pojawili się koordynatorzy na poszczególne województwa, miasta, gminy, a także liderzy – w szkołach, przedszkolach, bibliotekach oraz innych placówkach i instytucjach współpracujących z Fundacją.
Do kampanii CPCD dołączyły się m.in. instytucje z Wrocławia pod hasłem „Cały Wrocław czyta dzieciom”. Organizatorami i koordynatorami tej akcji byli metodycy Wrocławskiego Centrum Doskonalenia Nauczycieli. Akcja została rozpisana jako konkurs dla szkół podstawowych i gimnazjalnych oraz dla przedszkoli.
Fundacja wyprodukowała reklamy telewizyjne (wspomniane już „Tato, czy ty umiesz czytać?”, „Męskie Rozmowy”, „Czy jest Harry Potter?”, „Rodzinka”, „Strychostrachy”), krótkie filmy z osobistościami czytającymi swoim dzieciom, 11 filmików z aktorami seriali telewizyjnych czytających swoim serialowym dzieciom i teledyski: „Wspomnienia są blisko” w wykonaniu Natalii Kukulskiej, „Cała Polska czyta dzieciom” (w wykonaniu Maryli Rodowicz, Eweliny Flinty, Majki Jeżowskiej, Zbigniewa Zamachowskiego, Piotra Fronczewskiego, Mateusza Damięckiego).

## Podobne kampanie społeczne
- W krajach anglojęzycznych akcja „Get caught reading” („Przyłapani na czytaniu”) rozpoczęta w 1999 r.[3]
- Programy wzorowane na polskiej kampanii czytania rozpoczęto w Czechach, „Cele Česko čte dětem”, patronuje mu Vaclav Havel[4][5], na Słowacji (Celé Slovensko čita detiom) oraz na Litwie (Visa Lietuva skaito vaikams). 1 czerwca 2011 roku podczas uroczystej Inauguracji X Ogólnopolskiego Tygodnia Czytania Dzieciom i zarazem I Międzynarodowego Tygodnia Czytania Dzieciom, zorganizowanego we współpracy z czeską Fundacją „Celé Česko čte dětem” w Cieszynie i Czeskim Cieszynie, podpisano proklamację programu „Cała Europa czyta dzieciom” – „All of Europe Reads to Kids”. Wśród sygnatariuszy byli goście z 7 krajów Europy[6].
- W 2014 akcja Cała Polonia Czyta Dzieciom zainaugurowała w USA. Jej koordynatorami są m.in. Marta Wesołowski, Aneta Pieróg-Sudoł, Hanna Czuma i Tomasz Moczerniuk.

## Nagrody i wyróżnienia
Za swą działalność Fundacja otrzymała nagrody, m.in. w 2003 r. Grand Prix na Festiwalu Komunikacji Społecznej, Nominację do Nagrody Prezydenta RP za Działalność Kulturalną na rzecz Dzieci i Młodzieży, w 2004 r. Kryształowe Zwierciadło, w 2005 r. Medal „Zasłużony Kulturze Gloria Artis” przyznany przez Ministra Kultury, Honorową Nagrodę Pro Publico Bono oraz Nagrodę Roku za działalność humanitarną Optimus Hominum nadaną przez Polski Komitet Pomocy Społecznej, w 2006 r. Małego Pegaza, nagrodę Targów Książki Dziecięcej oraz prestiżową międzynarodową nagrodę IBBY – Asahi Reading Promotion Award, którą przedstawicielki fundacji odebrały podczas 30. Kongresu IBBY w Makau. W 2006 r. oraz 2011 r. Fundacja otrzymała nagrody Rzecznika Praw Dziecka, w 2007 r. – medal nadany przez Stowarzyszenie Wydawców Polskich, w 2008 r. Nagrodę Ars Polony, w 2011 r. – Medal Komisji Edukacji Narodowej oraz tytuł Organizacji Pozarządowej Roku nadany przez Radę Forum Ekonomicznego w Krynicy. W 2024 roku Fundacja dostała dyplom Kariatydy Czytelnictwa #DobryWzór Non-profit przyznawany przez Fundacja Powszechnego Czytania.